# Mathematische Psychologie
Mathematische Psychologie ist ein Forschungsansatz in der Psychologie, die sich – im Gegensatz zu anderen Teildisziplinen – über ihre Arbeitsmethoden und nicht über ihren Gegenstand definiert. Diese basiert auf der Anwendung mathematischer Modelle für Wahrnehmungs-, Gedanken, kognitive und motorische Prozesse. Ziel ist es, gesetzmäßige Regeln zu formulieren, die quantifizierbare Merkmale von Reizen mit quantifizierbarem Verhalten (häufig in Form der Aufgabenerfüllung) verknüpfen. Dieser mathematische Ansatz wird verwendet, um präzisere Hypothesen zu entwickeln, die eine strengere empirische Überprüfung ermöglichen. Die mathematische Psychologie umfasst fünf zentrale Forschungsbereiche: Lernen und Gedächtnis, Wahrnehmung und Psychophysik, Wahl und Entscheidungsfindung, Sprache und Denken, sowie Messung und Merkmals-Skalierung (Normierung).

## Anwendung

### Anwendungsbereiche
Anwendung findet die Disziplin z. B. in der psychologischen Skalierung, vielfach für psychometrische Anwendungen, in der Psychophysik, der Signalentdeckungstheorie, in Form von Lernmodellen, in der Psychologie des Wissens, Entscheidungstheorie oder der Wahrnehmungspsychologie, aber auch in der Informationstheorie, z. B. zur Messung des Neuigkeitswerts von Nachrichten, oder auch in der Sozialpsychologie, der Klinischen Psychologie sowie in der Arbeits- und Organisationspsychologie.

### Verwendete Modelle
Besonders in der Kognitiven Psychologie haben sich multinomiale Verarbeitungsbaummodelle (MVB) bewährt. Für die Analyse von Reaktionszeiten sowie der Häufigkeiten korrekter Antworten werden bei einfachen binären Entscheidungsaufgaben in letzter Zeit auch vermehrt Random-Walk-Modelle eingesetzt.
Das Diffusionsmodell (R. Ratcliff, 1978) ist mathematisch formalisiert als kontinuierlicher Random-Walk-Prozess (siehe Wiener-Prozess). Ähnliche Gleichungen finden sich in physikalischen Modellen der Brownschen Molekularbewegung wieder.
Es werden überwiegend wahrscheinlichkeitstheoretische Modelle verwendet, man findet aber durchaus auch deterministische Modelle. Die mathematischen Formalisierungen haben den Vorteil, dass sie genauere Vorhersagen erlauben – und damit auch schärferen empirischen Überprüfungen unterzogen werden können. Theoretiker werden somit auch stärker gezwungen, genaue und explizite Formalisierungen und Operationalisierungen hypothetischer Prozesse anzugeben.

## Organisation und Publikationen
Zentrale Zeitschriften sind Psychometrika, das Journal of Mathematical Psychology und das British Journal of Mathematical and Statistical Psychology, außerdem findet man auch zahlreiche Veröffentlichungen im Mathematical Social Sciences. In den USA gibt es eine Society for Mathematical Psychology, die jährliche Tagungen veranstaltet; in Europa gibt es die (informelle) European Mathematical Psychology Group (EMPG), ebenfalls mit jährlichen Tagungen.

## Geschichte
Hintergrund der mathematischen Psychologie ist ein Verständnis der Psychologie als experimentelle bzw. empirische Naturwissenschaft. Diese Sichtweise ist eine direkte Folge aus dem Grundverständnis der Psychologie, wie es von ihren Pionieren (Wilhelm Wundt, Gustav Theodor Fechner, Karl Pearson, Hermann Ebbinghaus, Alfred Binet, Charles Spearman, William Stern u. v. a.) verstanden wurde. Seit dem Zweiten Weltkrieg finden sich innerhalb der Psychologie auch zunehmend stärker sozialwissenschaftliche Ausprägungen. Dabei sagt die Anbindung an eine Fakultät (geistes-, natur- oder sozialwissenschaftlich) nichts über die Ausrichtung des Fachbereiches aus, da diese in der Regel rein historisch oder verwaltungstechnisch begründet ist.
Die Entwicklung der mathematischen Psychologie lässt sich entlang dreier Themenschwerpunkte strukturieren:
1. In ihren Anfängen im späten 19. Jahrhundert wurde die mathematische Psychologie durch das Formulieren und Testen von Modellen psychologischer Phänomene geprägt.
2. In den frühen 1900er Jahren begann das Studium und die Erläuterung mathematischer Methoden, die auf psychologische Forschungsprobleme anwendbar sind, hauptsächlich über die Anwendungen der mathematischen Statistik. Diese hat seither kontinuierlich an Bedeutung und spezifischer Relevanz für die psychologische Forschung zugenommen.
3. Mitte des 20. Jahrhunderts tauchte erstmals der Aspekt der Analyse abstrakter Formalismen und deren Anwendung auf die psychologische Datenanalyse und -modellierung auf. Daran knüpften wichtige Forschungsgebiete an, darunter visueller Raum, stochastische Lernprozesse, Graphentheorie in Bezug auf soziale Interaktion und Kommunikation, psychologische Messtheorie und die breite Klasse der interaktiven Netzwerkstrukturen ("neuronale Netze").[2]